# Heinz Köpping

Köpping im Trikot des Dresdner SC

Heinz Köpping (* 1920 oder 1921, † unbekannt) ist ein ehemaliger deutscher Fußballspieler.

## Karriere
Köpping gehörte von 1939 bis 1944 dem Dresdner SC an, für den er in der Gauliga Sachsen, in einer von zunächst 16, später auf 23 aufgestockten Gauligen zur Zeit des Nationalsozialismus als einheitlich höchste Spielklasse im Deutschen Reich, Punktspiele bestritt.
Während seiner Vereinszugehörigkeit gewann er viermal die Gaumeisterschaft und war berechtigt, mit seiner Mannschaft an den entsprechenden Endrunden um die Deutsche Meisterschaft mitzuspielen. Nachdem er in der Saison 1939/40 zunächst alle sechs Spiele der Gruppe 2 bestritten hatte und mit der Mannschaft als Gruppensieger in das Halbfinale eingezogen war, bestritt er auch die Begegnung am 14. Juli 1940, die beim SK Rapid Wien mit 2:1 nach Verlängerung gewonnen wurde. Das am 21. Juli 1940 im Berliner Olympiastadion ausgetragene Finale wurde durch das Tor von Ernst Kalwitzki in der 27. Minute zugunsten des FC Schalke 04 entschieden. 
In der Saison 1940/41 bestritt er die letzten drei der vier Spiele der Untergruppe 1b sowie das Hinspiel des Gruppenfinalspieles gegen Vorwärts-Rasensport Gleiwitz, das mit 3:0 gewonnen wurde. Nachdem am 8. Juni 1941 in Beuthen O.S. das Halbfinalspiel gegen den SK Rapid Wien mit 1:2 verloren worden war, siegte er mit seiner Mannschaft im Spiel um Platz 3 im heimischen Stadion am Ostragehege gegen den VfL Köln 1899 mit 4:1. In den beiden Spielzeiten nahm er auch am Wettbewerb um den Tschammerpokal teil, den er mit seiner Mannschaft beide Male (jeweils mit 2:1 gegen den 1. FC Nürnberg und den FC Schalke 04) gewann; dazu trug er mit den jeweils bestrittenen Erstrundenspielen bei.
Seine letzten beiden Pokalspiele bestritt er mit dem Achtel- und Viertelfinale am 12. September und 3. Oktober 1943 gegen den VfB Königsberg und den VfR Mannheim, die mit 5:0 und 5:3 erfolgreich abgeschlossen werden konnten. Im Halbfinale am 17. Oktober schied seine Mannschaft mit 1:2 gegen den Luftwaffen-Sportverein Hamburg aus dem Wettbewerb aus.
Nach dem Ende des Zweiten Weltkriegs spielte er die Saison 1945/46 für den FC St. Pauli in der Stadtliga im Rahmen der Hamburger Meisterschaft und wurde Vizemeister knapp hinter dem Hamburger SV. In der 1947 ausgetragenen Endrunde um die Britische Zonenmeisterschaft verzichtete sein ehemaliger Verein auf die Qualifikationsbegegnung mit Holstein Kiel, da man als Hamburger Stadtmeister die direkte Teilnahme an der Endrunde forderte. Zu dem Zeitpunkt war Köpping jedoch schon bei Teutonia Uelzen. Später lief er noch für den TSV Havelse auf.

## Erfolge
- Hamburger Zweiter 1946
- Tschammerpokal--Sieger 1940, 1941
- Zweiter der Deutschen Meisterschaft 1940
- Dritter der Deutschen Meisterschaft 1941
- Gaumeister Sachsen 1940, 1941, 1943, 1944